# Batalha das Nações
A Batalha das Nações ou Batalha de Leipzig foi uma batalha ocorrida em 1813, na cidade alemã de Leipzig, entre o exército francês de Napoleão Bonaparte e os exércitos de Rússia, Prússia, Áustria e Suécia. A batalha terminou com a derrota de Napoleão.

## Antecedentes
Em 1813, depois da desastrosa campanha russa, Napoleão defrontou-se com o levante da Prússia e com os exércitos invasores da Rússia. Procurou esmagá-los à sua maneira, já então tão habitual, de convergir sobre eles o peso de seu bataillon carré. Contudo nem a batalha de Lützen, nem a de Bautzen foram decisivas, e daí por diante os aliados, afastando-se cada vez mais, frustraram novas tentativas de Napoleão de atraí-los ao combate. O vazio que sempre encontrava obrigou Napoleão a pedir uma suspensão das hostilidades por seis semanas.

## Armistício
A impossibilidade de encerrar a guerra na primavera mudou as coisas. A Batalha de Lützen e a de Bautzen, embora ganhas por Napoleão, destruíram qualquer esperança de uma vitória em longo alcance para ele, pois reforçaram sua tendência a acreditar que estava numa maré de sucessos. De fato, essa perspectiva diminuía a cada semana, e seu otimismo revelava que sua compreensão dos adversários estava gravemente equivocada. Os russos e os prussianos, de sua parte, entenderam que essas derrotas não tinham importância; a luta continuaria até que Napoleão fosse obrigado a ter juízo. Por fim, a Áustria — exausta de guerras, mas mortalmente irritada com Napoleão por seu desprezo — entrou em cena como um mediador ativo; ostensivamente era neutra, mas pendia fortemente para os aliados.
No final de junho, Napoleão e o chanceler austríaco Klemens von Metternich tiveram discussões que se arrastaram por horas. Nelas, o imperador mostrou-se agressivo vários momentos e demonstrou não compreender o objetivo do chanceler . Mais que a restituição de territórios, a Áustria desejava uma paz duradoura, fundada numa concordância ativa entre as potências.

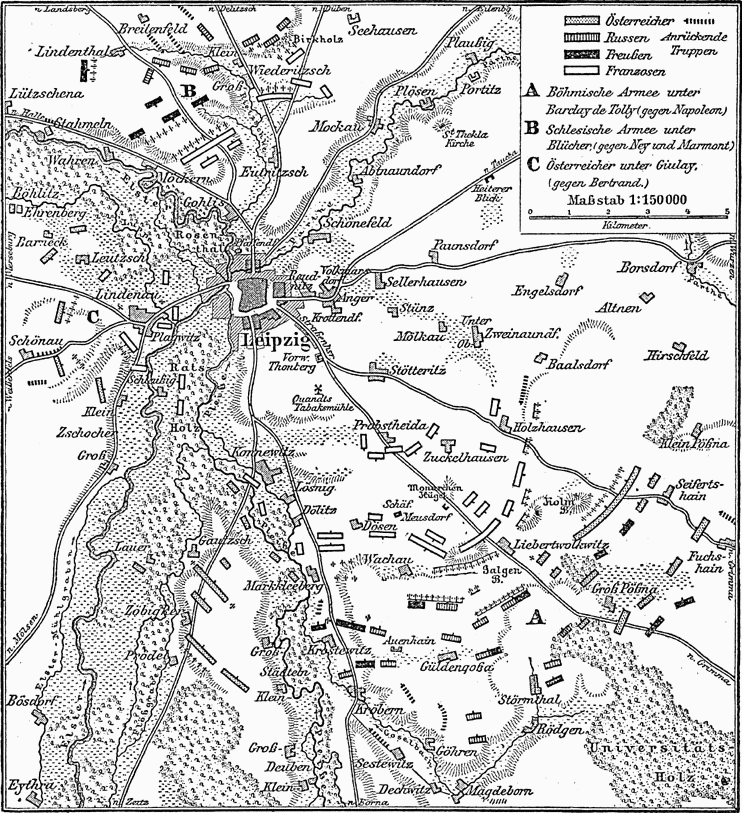
Mapa histórico da batalha de Leipzig.

A incompreensão do imperador talvez não tivesse importância, pois ele não estava disposto a oferecer a paz nesse sentido. Um "acordo" lhe parecia inaceitável, mesmo que permitisse à França conservar o Grande Empire interior (i.e., suas fronteiras "naturais" mais suas possessões na península Itálica), porque isso era demasiadamente "político", quase parlamentar, envolvendo partidos e interesses concorrentes, a solução de conflitos por meio de regras e negociações frequentes, não pela força bruta. "Meu domínio não sobreviverá ao dia em que eu deixar de ser forte e temido", disse ele a Metternich. 
Cristalizou-se assim a Sexta Coalizão antinapoleônica. A Áustria juntou-se aos russos e prussianos. O armistício de verão arrastou-se, culminando no fiasco total das conversações de paz no Congresso de Praga. Embora, ao que parece, nele participasse movido pela boa-fé, foi apresentada a Napoleão uma espécie de proposta de paz com base nas "fronteiras naturais" da França. Ele chegou a responder em tempo, e as coisas ficaram nisso.

## Reinício da campanha
Em meados de agosto, a campanha alemã se reiniciou. A fim de liquidar a hegemonia de Napoleão, juntaram-se os exércitos da Rússia, Prússia, Áustria e Suécia. Também os tchecos, silesianos, italianos e húngaros participaram das lutas, enquanto o rei João da Saxónia mantinha o seu apoio a Napoleão. 
As tropas aliadas eram comandadas pelo marechal-de-campo austríaco Carlos de Schwarzenberg. Napoleão contou com 400 mil homens, efetivo quase semelhante ao dos adversários. Empregou 100 mil numa investida contra Berlim mas, com essa pressão direta, apenas consolidou a resistência das forças de Carlos João, Príncipe Herdeiro da Suécia e ex-marechal francês, naquela área e os franceses foram rechaçados.
Enquanto isso, o próprio Napoleão, com seu exército principal, havia ocupado uma posição central que permitiria dominar Dresden, na Saxônia. Vencido pela impaciência resolveu, de repente, avançar diretamente para leste sobre os 95 mil homens do marechal prussiano Gebhard Leberecht von Blücher. Este recuou a fim de atraí-lo para a Silésia, enquanto Schwarzenberg, com 185 mil homens, começava a movimentar-se da Boémia para o norte, descendo o rio Elba e atravessando as montanhas boémias em direção ao interior da Saxônia, para colocar-se à retaguarda de Napoleão, em Dresden.
Deixando para trás um destacamento, Napoleão recuou às pressas, pretendendo enfrentar esse ataque indireto com outro ainda mais mortal. Seu plano consistia em deslocar-se para sudoeste, atravessando as montanhas boémias para cortar a linha de retirada de Schwarzenberg ao longo das montanhas. A posição que pretendia ocupar era a ideal para uma barragem estratégica. Contudo, a notícia da aproximação do inimigo fez com que ele perdesse a calma, e, no último momento, decidisse realizar um ataque direto a Dresden e a Schwarzenberg. Com isso, venceu uma batalha que teve importância tática, pois Schwarzenberg se retirou com segurança para o sul, atravessando as montanhas.

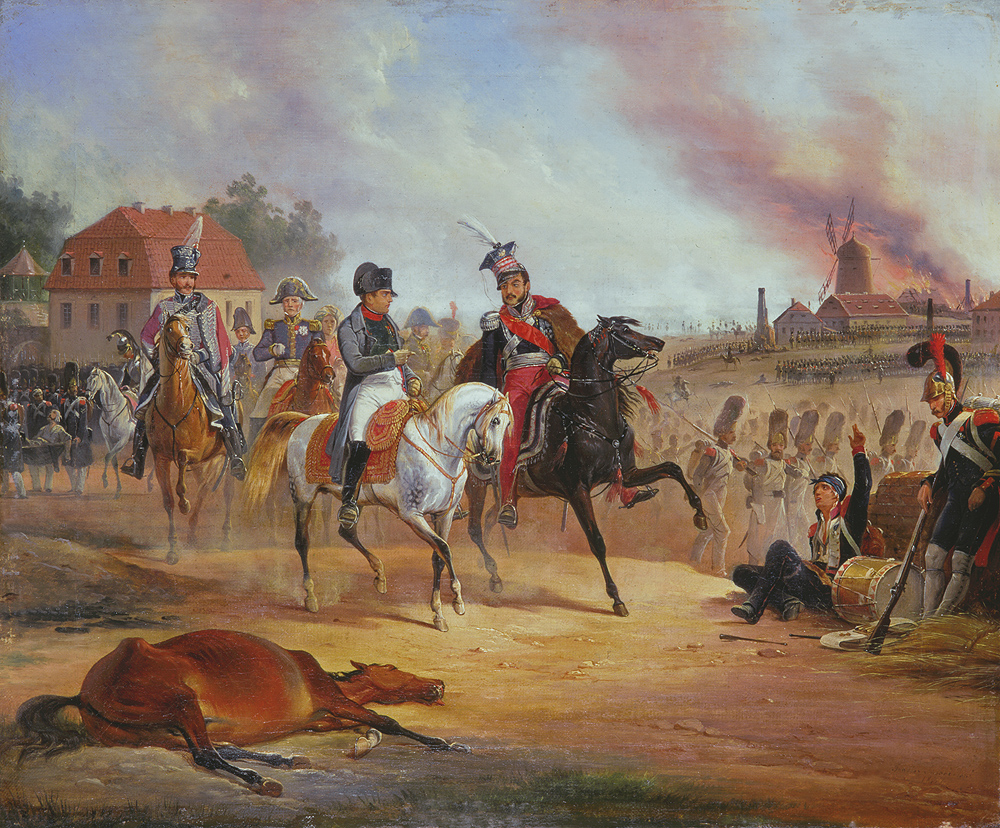
Napoleão Bonaparte e o marechal Poniatowski em Leipzig.

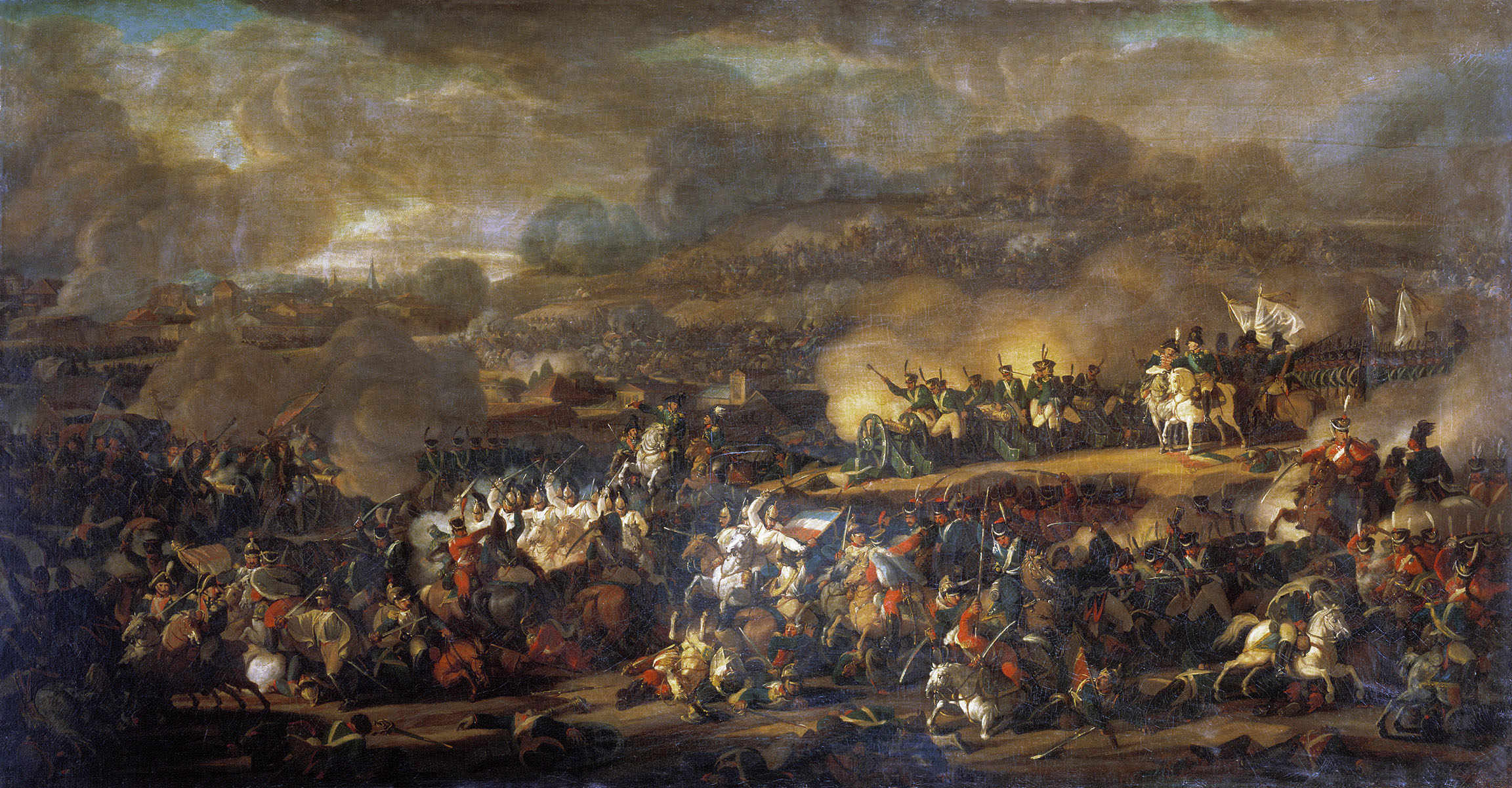
"Batalha de Leipzig" por Vladimir Moshkov(1815).

Um mês depois, os três exércitos aliados começaram a fechar-se sobre Napoleão que, enfraquecido por suas batalhas, havia recuado de Dresden para Düben, perto de Leipzig. O general austríaco Schwarzenberg colocou-se ao sul, o marechal prussiano Blücher ao norte e, sem que Napoleão soubesse, o comandante sueco Carlos João aproximava-se sorrateiramente pela retaguarda de seu flanco norte. Napoleão decidiu executar um ataque direto, seguido por outro indireto; o primeiro era destinado a esmagar os prussianos e o segundo visava cortar as comunicações dos austríacos com a Boémia. O movimento direto de Napoleão contra os prussianos não conseguiu levá-los à batalha, porém teve um resultado curioso, ainda mais significativo, por não ter sido premeditado. O movimento direto contra os prussianos foi, sem que Napoleão percebesse, um movimento indireto contra a retaguarda dos suecos. Ameaçando-os, Napoleão obrigou-os a retirar-se apressadamente para o norte eliminando, assim, o perigo de ver cortada a sua linha de retirada. Assim seu "golpe no ar" contra os prussianos salvou Napoleão de um desastre completo, pois poucos dias mais tarde, quando os prussianos e austríacos convergiram sobre ele em Leipzig, o desafio foi aceite.

## A batalha

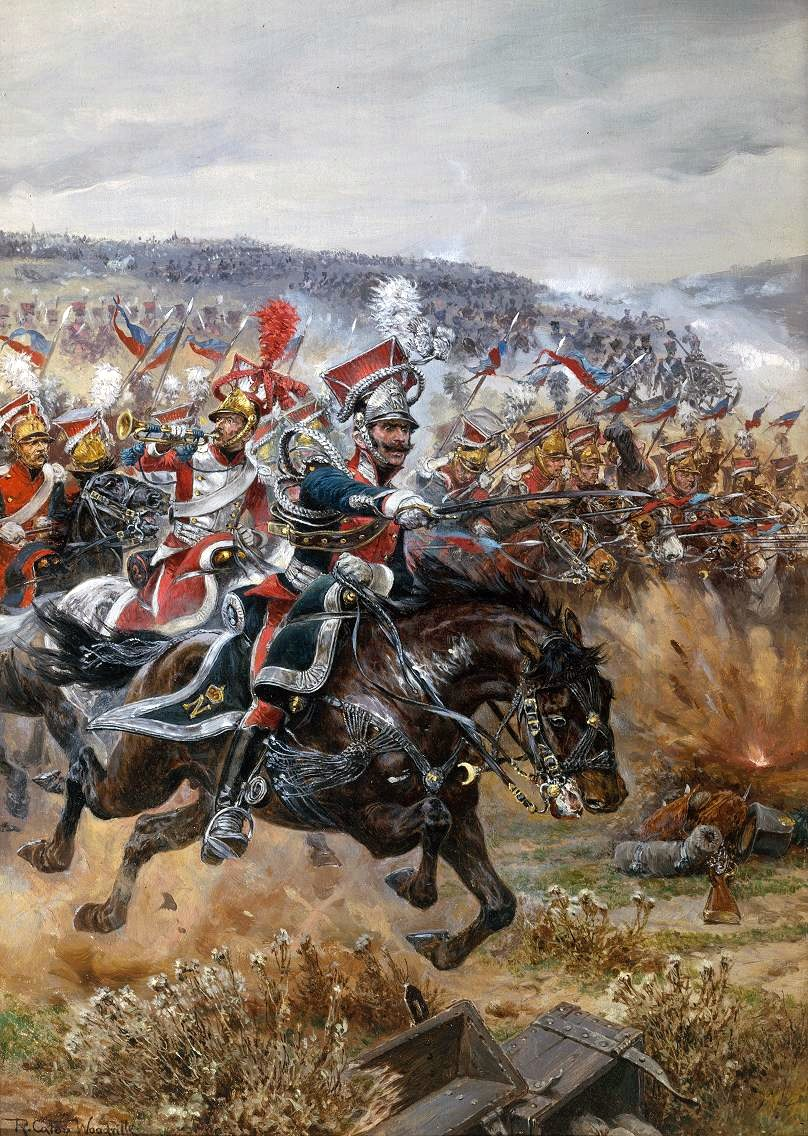
A poderosa carga dos Ulanos (lanceiros) do 1º Regimento de Cavalaria da Guarda Imperial, na Batalha de Leipzig. Foi seu ultimo ataque nas Guerras Napoleónicas.

Na manhã de 14 de outubro, Schwarzenberg decidiu iniciar um combate de reconhecimento. As tropas russo-prussianas avançaram. De uma pequena escaramuça, nas proximidades de Markkleeberg, desenvolveu-se logo um grande combate de cavalaria, com sete horas de duração. 
No dia 15 de outubro, as tropas continuaram avançando em direção a Leipzig e, na manhã do dia 16, as tropas napoleónicas viram-se diante de quatro colunas dos exércitos de Schwarzenberg. Napoleão acreditava que sairia vencedor e, às 14 horas, mandou tocar os sinos de Leipzig, como sinal de transcurso favorável da batalha. 
Mas ele deixou passar, no entanto, o melhor momento para atacar. As tropas aliadas puderam reforçar então os pontos mais fracos da sua linha de ofensiva. Uma trégua foi acertada para o domingo, dia 17 de outubro, e Napoleão tentou em vão negociar.

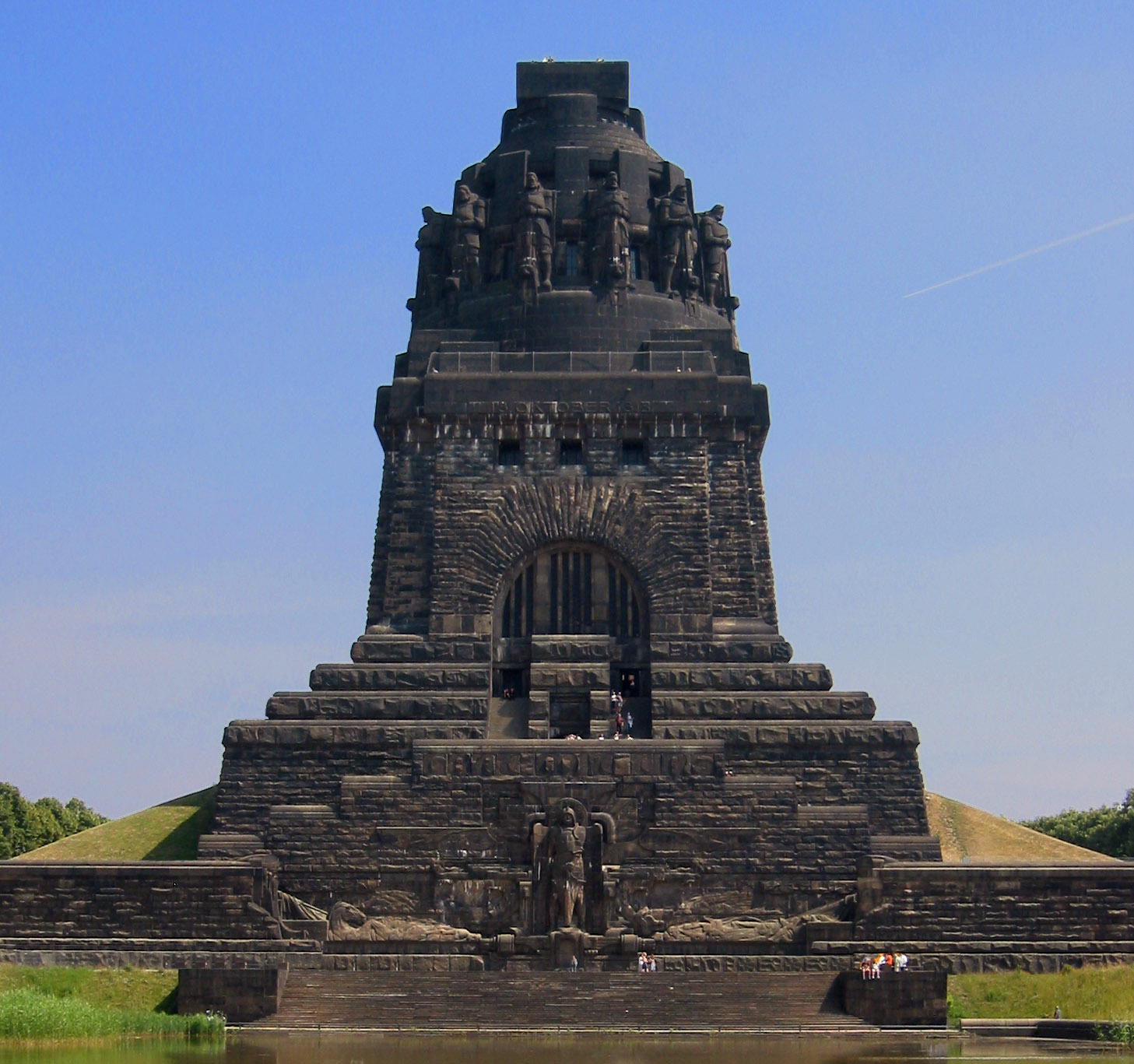
Völkerschlachtdenkmal: Memorial da Batalha das Nações, Leipzig.

Em 18 de outubro, Schwarzenberg logrou apertar cada vez mais o cerco em torno de Leipzig. As cavalarias da Saxônia e de Württemberg, mais tarde também a infantaria e a artilharia saxônicas, aderiram às tropas aliadas. Para Napoleão, tornou-se claro então que suas tropas não conseguiriam sobreviver a mais um dia de luta. Por volta das cinco horas da tarde, ele ordenou a retirada em direção oeste. 
Na manhã de 19 de outubro, começou a ofensiva final dos aliados contra Leipzig. As primeiras tropas invadiram a cidade por volta do meio-dia. Ainda se combatia nas ruas, quando o czar Alexandre, o rei prussiano e o príncipe Schwarzenberg entraram em Leipzig para presenciar a parada da vitória na praça central da cidade. 
Os aliados perseguiram o exército francês com pouco entusiasmo e, no início de novembro, as tropas napoleónicas puderam cruzar o rio Reno. Com isto, a hegemonia de Napoleão na Europa foi definitivamente destruída. Para tal, quase 100 mil pessoas perderam a vida nos campos de batalha em torno a Leipzig. Mais de meio milhão de soldados lutaram a favor ou contra Napoleão. Ou seja, quase um quinto dos soldados morreu na maior batalha da história da humanidade até então.

## Depois da batalha
Embora derrotado, Napoleão encontrou aberto o caminho pelo qual pôde retirar-se em segurança para a França. Os Aliados, por sua vez, marcharam triunfantes em Paris e o imperador foi condenado ao exílio na ilha de Elba.